# Bryum longisetum
Bryum longisetum là một loài rêu trong họ Bryaceae. Loài này được Blandow ex Schwägr. mô tả khoa học đầu tiên năm 1816.